# Louis Versyp
Louis Versyp (Brugge, 5 december 1908 – 27 juni 1988) was een Belgische voetballer en later voetbalcoach. Hij werd bekend bij Club Brugge als speler en trainer, en als speler bij de Rode Duivels.

## Carrière
Louis Versyp werd in 1926 speler in het eerste elftal van FC Brugeois, dat toen in de hoogste afdeling speelde. Ondanks zijn 17-jarige leeftijd, werd hij al als kandidaat voor het nationale elftal genoemd. Hij speelde als vleugelspeler die zowel scoorde als doelpunten aangaf. Club Brugge was in die tijd geen topclub, en degradeerde zelfs enkele maal, maar toch werd Louis Versyp een vaste waarde in de nationale ploeg.
Hij was een van de spelers van de nationale ploeg op het allereerste Wereldkampioenschap van 1930 in het verre Uruguay, waar hij beide wedstrijden speelde. Ook op de Olympische Zomerspelen van 1928 in Amsterdam was hij aanwezig geweest. In totaal zou hij 34 matchen spelen als international, waarin hij acht maal scoorde. Na 1936/37 beëindigde hij zijn carrière als speler. Hij speelde 253 competitiewedstrijden voor het eerste elftal van Club Brugge, waarin hij 93 maal had gescoord.
Hij vervoegde zich bij de technische staf van de club. Aanvankelijk werd hij assistent van oefenmeester Gerard Delbeke, maar na diens vertrek na de Tweede Wereldoorlog, werd Versyp hoofdtrainer. Bij zijn debuut haalde hij met Club Brugge meteen de titel in 1945/46 in Eerste Afdeling A (toen de Tweede Klasse); maar het seizoen erop kon hij Brugge niet in de hoogste klasse handhaven. In 1947/48 leidde hij de ploeg opnieuw naar de titel in Eerste Afdeling B. Ditmaal kon hij zich het volgende seizoen met de ploeg wel handhaven in de Ere-Afdeling, door net boven de degradatieplaatsen te eindigen. Zij contract werd echter niet verlengd en William Kennedy volgde hem op.
Versyp bleef de daaropvolgende jaren actief als trainer bij andere clubs uit de regio. Hij begon een jaar als trainer bij de provinciale club Melda Maldegem. Met AS Oostende KM probeerde hij in 1951/52 de titel te pakken in Eerste Afdeling A (de tweede klasse). Halverwege het seizoen stond Oostende nog aan de leiding, maar eindigde uiteindelijk als derde, onder meer na het uitvallen van nationaal doelman Pol Gernaey.
Hij werd weggestuurd bij AS Oostende, en trok naar Cercle Brugge, dat net naar Derde Klasse was gedegradeerd. Hij bleef er twee jaar. Een paar maand voor het eind van zijn contract werd hij echter geschorst door de KBVB, wegens verbaal geweld tegens de scheidsrechter op een cadettenwedstrijd. In 1957/58 werd hij opnieuw trainer bij Cercle. De club was weliswaar terug in Tweede Klasse geraakt, maar moest vechten tegen de degradatie. Guy Thys was er speler-trainer. Louis Versyp nam de trainersfunctie over van Thys, die als speler het seizoen volmaakte. Cercle wist op de laatste speeldag het behoud in Tweede veilig te stellen.
Dat seizoen degradeerde AS Oostende naar Derde Klasse. Deze club haalde vervolgens Versyp opnieuw binnen als trainer. In 1960/61 leidde hij Oostende naar de eerste plaats in Derde Klasse A. Hij bleef er tot 1963. Later werd Versyp nog trainer bij FC Eeklo, dat kort ervoor was weggezakt naar Eerste Provinciale. Met Eeklo haalde hij bijna de terugkeer naar de nationale reeksen in 1966. Pas na vier barragewedstrijden tegen Racing Lokeren zag Eeklo de promotie aan zich voorbijgaan.
Na zijn carrière hield Versyp zich verder bezig met zijn zaak, Café Sportlokaal.

## Clubs

### Speler
- 1926-1937 Club Brugge

### Trainer
- 1945-1950 Club Brugge
- 1950-1951 Melda Maldegem
- 1951-1952 AS Oostende KM
- 1952-1954 Cercle Brugge
- 1957-1958 Cercle Brugge
- 1958-1963 AS Oostende